# Алвес, Кайо
Ка́йо Се́зар А́лвес дос Са́нтос (порт.-браз. Caio César Alves dos Santos; род. 29 мая 1986, Мирандополис) — бразильский футболист, атакующий полузащитник.

## Карьера
Кайо — воспитанник клуба «Гремио Баруэри». Оттуда он был арендован «Гуарани», а затем «Интернасьоналом». Последней арендой Каио стал «Палмейрас», где футболист стал твёрдым игроком основного состава. В январе 2008 года Кайо был продан клубу «Айнтрахт» из города Франкфурт-на-Майне за 4 млн евро. Контракт с футболистом был подписан до 30 июня 2012 года. 16 февраля он дебютировал в основе команды в матче с «Ганзой», выйдя на замену на 83 минуте встречи. А 20 марта Кайо забил свой первый мяч за клуб, поразив ворота «Энерги». В начале следующего сезона футболист потерял место в основе команды из-за лишнего веса. В январе 2011 года купить Кайо за 3,5 млн евро собиралось московское «Динамо», предложившее бразильцу 3-летний контракт, но на заключительном медосмотре у полузащитника обнаружилась травма левого колена, из-за чего российская команда решила не проводить сделку.
После завершения контракта с «Айнтрахтом», Кайо, в статусе свободного агента, вернулся в Бразилию. Сначала он попытался подписать контракт с «Фигейренсе», но клуб отказался от игрока, который вновь не смог пройти медицинский осмотр. 2 августа полузащитник подписал контракт с «Баией». С этим клубом футболист выиграл титул чемпиона штата. Затем Кайо перешёл в «Атлетико Гоияниенсе», где провёл несколько месяцев. В июне 2013 года он перешёл в швейцарский клуб «Грассхоппер» за 200 тыс. евро, подписав контракт до 2016 года.

## Достижения
- Чемпион штата Баия: 2012